# Onitis lobipes
Onitis lobipes är en skalbaggsart som beskrevs av Felsche 1907. Onitis lobipes ingår i släktet Onitis och familjen bladhorningar. Inga underarter finns listade i Catalogue of Life.